# Gillo Dorfles
Gillo Dorfles (Trieste, 12 de abril de 1910-Milán, 2 de marzo de 2018) fue un crítico de arte, pintor y filósofo italiano. Fue profesor de estética en las universidades de Milán y Trieste. Era, también, licenciado en medicina, con especialización en psiquiatría. Fue famoso, entre otras cosas, por haber calificado al postmodernismo como «movimiento reaccionario».

## Biografía
De padre goriziano y madre genovesa, en 1948 siguió los pasos de los fundadores del Movimento per l'arte concreta (junto con Atanasio Soldati, Galliano Mazzon, Gianni Monnet, Bruno Munari) y en 1956 colaboró en la formación de la ADI (Associazione per il disegno industriale).
Durante los años cincuenta tomó parte en numerosas muestral del Mac, en Italia y el extranjero: expuso sus pinturas en la Librería Salto de Milán en 1949 y 1950 y en numerosas colectivas, y luego en la muestra de 1951 en la Galleria Bompiani también de Milán, más una exposición itinerante en Chile y Argentina en 1952, y en la gran muestra "Esperimenti di sintesi delle arti" de 1955, en la Galleria del Fiore de Milán. En 1954 participa en una sesión italiana del gruppo ESPACE. En 1971 fue uno de los firmantes de la Recurso Espresso (L'contra comisario Calabresi).

## Contribuciones y obra
Significativa fue su contribución a la estética de Italia de la posguerra, a partir del discurso técnico de las artes (1952), que fue seguido por El devenir de las artes (1959) y Nuevos ritos, nuevos mitos (1965). En su investigación sobre la crítica contemporánea se ha centrado a menudo en Dorfles para analizar la aparición Sociológica-Antropológica de los fenómenos estéticos y culturales, al tiempo que aprovecha las herramientas del idioma. En Génova también se ocupó de la obra de Claudio Costa. El 20 de septiembre de 2003 estuvo presente en la presentación del libro Materia inmaterial, su biografía de Claudio Costa, la cual fue editada por Miriam Cristaldi, quien además escribió el prefacio.
Publicó numerosas monografías de artistas de diferentes edades (Hieronymus Bosch, Albrecht Dürer, Lyonel Feininger Feininger, Alfred Otto Wolfgang Schulze, Toti Scialoja), y también ha publicado dos volúmenes dedicados a la arquitectura, Barocco en la arquitectura moderna y arquitectura moderna, y un famoso ensayo de diseño industrial:  El diseño industrial y su estética (1963).
Su penúltimo trabajo es Horror pleni - La (in)civilización del ruido (2008), donde explora cómo la "escoria" que se encuentra en los medios de comunicación de nuestro tiempo ha suplantado actividades culturales. En 2009 publicó un ensayo inusual: Arte, en el que pone a prueba la teoría de la comunicación, mediante algunas aplicaciones prácticas particularmente importantes y el análisis de temas polémicos, como el cine, la fotografía, la arquitectura.

## Honores
Cuenta con la concesión de numerosos premios en su haber, entre ellos: la Brújula de Oro de la Asociación de Diseño Industrial (ADI), la Medalla de Oro Trienal, el Premio Internacional de la Crítica Gerona o Premio de Matchette Estética.
Fue nombrado Académico de Honor de Brera, miembro de la Academia de Dibujo en la Ciudad de México, compañero de la Academia Mundial de Arte y Ciencia, doctor Honoris Causa del Politecnico di Milano y de la Universidad Autónoma de la Ciudad de México.
Se le otorgó también el Ambrogino de oro de la ciudad de Milán, el Genoino oro de Génova y el Sangiusto oro de Trieste.

## Algunos libros en español
- La arquitectura moderna, Barcelona, Seix Barral, 1957
- El devenir de las artes, México, FCE, 1963
- Ultimas tendencias del arte de hoy, Barcelona, Labor, 1965
- El diseño industrial y su estética, Barcelona, Labor, 1968
- Nuevos ritos, nuevos mitos, Barcelona, Lumen, 1969
- La estética del mito: (de Vico a Wittgenstein), Caracas, Editorial Tiempo Nuevo, 1970
- Naturaleza y artificio, Barcelona, Lumen, 1972
- Las oscilaciones del gusto: el arte de hoy entre la tecnocracia y el consumismo, Barcelona, Lumen, 1974
- Del significado a las opciones, Barcelona, Lumen, 1975
- Símbolo, comunicación y consumo, Barcelona, Lumen, 1975
- El devenir de la crítica, Madrid, Espasa Calpe, 1979
- La arquitectura moderna, Barcelona, Lumen, 1980
- Elogio de la inarmonía, Barcelona, Lumen, 1989
- Moda y modo, Valencia, Instituto de Estudios de Moda y Comunicación, 2002
- Falsificaciones y fetiches: la adulteración en el arte y la sociedad, Madrid, Sequitur, 2010